# أمادو كريم غايي
أمادو كريم غايي (بالفرنسية: Amadou Karim Gaye) (8 نوفمبر 1913 - 2 أكتوبر 2000) سياسي وطبيب بيطري سنغالي شغل منصب وزير خارجية السنغال بين عامي 1968 - 1972 وأمين منظمة التعاون الإسلامي بين عامي 1975 - 1979 .

## روابط خارجية
- أمادو كريم غايي على موقع مونزينجر (الألمانية)